# Draugiem.lv
draugiem.lv er en lettisk webside åbnet i 2004, der bl.a. minder om den danske ungdoms hjemmeside arto.dk. 

## Koncept
For at blive oprettet som bruger kræves det, at man modtager en invitation fra en, der allerede er bruger af hjemmesiden. Det er muligt at sende gratis sms fra draugiem.lv, man må blot finde sig i, at der tilføjes en lettisk reklame i slutningen af sms’en.

## Udbredelse
Draugiem.lv fandtes også på dansk (medvenner.dk), men den blev lukket af mangel på brugere. Nu kan draugiem.lv fås på følgende sprog: Lettisk, russisk, engelsk, tysk, litauisk, ungarsk og letgallisk. 
Draugiem er lettisk for ”med venner”.
| Internet | Spire Denne internet-relaterede artikel er en spire som bør udbygges. Du er velkommen til at hjælpe Wikipedia ved at udvide den. |